# Anolis duellmani
Anolis duellmani − niewystarczająco dobrze poznany gatunek jaszczurki z rodziny Anolidae zamieszkujący lasy deszczowe Meksyku.

## Systematyka
Gatunek zalicza się do rodzaju Anolis. Zaliczany bywał też do Norops, obecnie uznawanego za młodszy synonim Anolis.
Rodzaj Anolis umieszcza się obecnie w monotypowej rodzinie Anolidae. W przeszłości zaliczano go jednak do rodziny legwanowatych (Iguanidae).

## Rozmieszczenie geograficzne
Gatunek ten występuje w Meksyku, należy do endemitów tego kraju i jego stanu Veracruz. Tereny przezeń zamieszkiwane leżą w paśmie górskim Sierra de los Tuxtlas i obejmują południowe stoki wulkanu San Martin oraz górę Sierra Santa Marta. Jaszczurka występuje na wysokości od 150 do 1780 metrów n.p.m.

## Siedlisko
Siedlisko A. duellmani stanowią nizinne lasy deszczowe i nisko położone wilgotne lasy górskie. Nie radzi on sobie ze zmianami w środowisku spowodowanymi działalnością ludzką.

## Zagrożenia i ochrona
Trend populacyjny tego rzadkiego gatunku nie został określony.
Negatywny wpływ wywiera na gatunek przekształcanie lasów w pastwiska. Jaszczurka ta podlega w Meksyku ochronie prawnej, jest również obecna w Rezerwacie Biosfery Los Tuxtlas. Wedle IUCN ochrona gatunku wymaga przeprowadzenia dalszych badań.